# Quatuor à cordes no 2 de Ligeti
Pour les articles homonymes, voir Quatuor à cordes no 2.
Le Quatuor no 2 est le second quatuor à cordes du compositeur hongrois György Ligeti, composé en 1968.

## Contexte historique
Il a été écrit pour le quatuor LaSalle entre mai et juillet 1968 et créé le 14 décembre 1969 à Baden-Baden. Il se compose de cinq mouvements et la durée d'exécution est d'environ vingt minutes.
- Allegro nervoso
- Sostenuto, molto calmo
- Come un meccanismo di precisione
- Presto furioso, brutale, tumultuoso,
- Allegro con delicatezza

## Analyse
L'œuvre est écrite comme un cycle, puisque György Ligeti a cherché à traiter « une même idée musicale qui revient dans tous les mouvements, mais chaque fois d’une façon totalement différente ». Le premier mouvement haché et discontinu, présentant des changements soudains entre tempo très vifs et très lents. Par contre, le deuxième mouvement est beaucoup plus statique, simplement interrompu par des modifications du tempo et de la forme rappelant le premier mouvement, mais qui peut être considéré comme une variation du précédent. Le troisième mouvement fait intervenir un jeu en pizzicato, en hommage au scherzo du quatuor à cordes n° 4 de Béla Bartók, tout en présentant une musique beaucoup plus mécanique qui finit par se briser. Le quatrième mouvement est proche du premier, mais paraît comme plus condensé et augmente les contrastes. Enfin, le cinquième mouvement agit comme un résumé de l'œuvre, mais en atténuant les différences entre les mouvements au point de paraître presque imperceptibles. Selon le compositeur : « les cinq mouvements contiennent les mêmes idées musicales et formelles, mais l’angle de vue et la coloration sont différents dans chacun d’entre eux, de telle sorte que la forme musicale, en constante évolution, ne devient perceptible que lorsque tous les mouvements sont entendus et pensés comme une continuité ».